# Kieler
Kieler – jednostka osadnicza w Stanach Zjednoczonych, w stanie Wisconsin, w hrabstwie Grant.